# Juravli, Sakî
Juravli (în ucraineană Журавлі) este un sat în comuna Mîteaiive din raionul Sakî, Republica Autonomă Crimeea, Ucraina.

## Demografie
Componența lingvistică a localității Juravli
     Rusă (52,01%)
     Tătară crimeeană (27,32%)
     Ucraineană (19,67%)
     Alte limbi (0,31%)
Conform recensământului din 2001, majoritatea populației localității Juravli era vorbitoare de rusă (52,01%), existând în minoritate și vorbitori de tătară crimeeană (27,32%) și ucraineană (19,67%).